# Liste des titres musicaux numéro un en France en 1984
Cette page liste les singles classés n°1 des ventes de disques en France durant l'année 1984.
Le 4 novembre 1984 marque la création du Top 50, premier classement officiel réalisé sous le contrôle du Syndicat national de l'édition phonographique.

## Numéros un par semaine

### Classement des singles
| Semaine | Sortie       | Artiste                   | Titre                        |
| ------- | ------------ | ------------------------- | ---------------------------- |
| 1       | 8 janvier    | Irene Cara                | Flashdance... What a Feeling |
| 2       | 15 janvier   | Irene Cara                | Flashdance... What a Feeling |
| 3       | 22 janvier   | Claude Barzotti           | Le Rital                     |
| 4       | 29 janvier   | Claude Barzotti           | Le Rital                     |
| 5       | 5 février    | Claude Barzotti           | Le Rital                     |
| 6       | 12 février   | Michael Jackson           | Thriller                     |
| 7       | 19 février   | Michael Jackson           | Thriller                     |
| 8       | 26 février   | Michael Jackson           | Thriller                     |
| 9       | 4 mars       | Michael Jackson           | Thriller                     |
| 10      | 11 mars      | Break Machine             | Street Dance                 |
| 11      | 18 mars      | Break Machine             | Street Dance                 |
| 12      | 25 mars      | Break Machine             | Street Dance                 |
| 13      | 1er avril    | Break Machine             | Street Dance                 |
| 14      | 8 avril      | Break Machine             | Street Dance                 |
| 15      | 15 avril     | Break Machine             | Street Dance                 |
| 16      | 22 avril     | Frankie Goes to Hollywood | Relax                        |
| 17      | 29 avril     | Gilbert Montagné          | On va s'aimer                |
| 18      | 6 mai        | Gilbert Montagné          | On va s'aimer                |
| 19      | 13 mai       | Frankie Goes to Hollywood | Relax                        |
| 20      | 20 mai       | Frankie Goes to Hollywood | Relax                        |
| 21      | 27 mai       | Gilbert Montagné          | On va s'aimer                |
| 22      | 3 juin       | Frankie Goes to Hollywood | Relax                        |
| 23      | 10 juin      | Frankie Goes to Hollywood | Relax                        |
| 24      | 17 juin      | Nino de Angelo            | La valle dell'Eden           |
| 25      | 24 juin      | Nino de Angelo            | La valle dell'Eden           |
| 26      | 1er juillet  | Nino de Angelo            | La valle dell'Eden           |
| 27      | 8 juillet    | The Art Company           | Susanna                      |
| 28      | 15 juillet   | The Art Company           | Susanna                      |
| 29      | 22 juillet   | The Art Company           | Susanna                      |
| 30      | 29 juillet   | The Art Company           | Susanna                      |
| 31      | 5 août       | The Art Company           | Susanna                      |
| 32      | 12 août      | The Art Company           | Susanna                      |
| 33      | 19 août      | The Art Company           | Susanna                      |
| 34      | 26 août      | Scorpions                 | Still Loving You             |
| 35      | 2 septembre  | Scorpions                 | Still Loving You             |
| 36      | 9 septembre  | Scorpions                 | Still Loving You             |
| 37      | 16 septembre | Scorpions                 | Still Loving You             |
| 38      | 23 septembre | Scorpions                 | Still Loving You             |
| 39      | 30 septembre | Scorpions                 | Still Loving You             |
| 40      | 7 octobre    | Scorpions                 | Still Loving You             |
| 41      | 14 octobre   | Scorpions                 | Still Loving You             |
| 42      | 21 octobre   | Scorpions                 | Still Loving You             |
| 43      | 28 octobre   | Peter et Sloane           | Besoin de rien, envie de toi |

À partir de novembre 1984, les classements musicaux sont effectués par le SNEP.
| Semaine | Sortie      | Artiste         | Titre                           |
| ------- | ----------- | --------------- | ------------------------------- |
| 44      | 4 novembre  | Peter et Sloane | Besoin de rien, envie de toi    |
| 45      | 11 novembre | Peter et Sloane | Besoin de rien, envie de toi    |
| 46      | 18 novembre | Peter et Sloane | Besoin de rien, envie de toi    |
| 47      | 25 novembre | Peter et Sloane | Besoin de rien, envie de toi    |
| 48      | 2 décembre  | Peter et Sloane | Besoin de rien, envie de toi    |
| 49      | 9 décembre  | Peter et Sloane | Besoin de rien, envie de toi    |
| 50      | 16 décembre | Peter et Sloane | Besoin de rien, envie de toi    |
| 51      | 23 décembre | Stevie Wonder   | I Just Called to Say I Love You |
| 52      | 30 décembre | Ray Parker Jr   | Ghostbusters                    |